# Venus Awards 2015
Die Venus Awards 2015 fanden am 15. Oktober 2015 in Berlin statt. Als Veranstaltungsort diente wie im Vorjahr das Ellington-Hotel im Ortsteil Schöneberg. Die Moderation übernahmen Mia Julia und Chris Hilton.

## Preisträger
- Best Manufacturer 2015: Mystim
- Beste Internetseite: Fundorado.com
- Beste Amateurcommunity: Big7
- Beste Regie: Tim Grenzwert
- Beste Sexparty: Erlebniswohnung
- Bestes Video-on-Demand-Portal: erotic-lounge.com
- Best E-Stim Line 2015: Mystim
- Juryaward Most innovation toy: Topco Sales Twerking Butt
- Juryaward Beste Serien Soft and hard: Beate-Uhse.TV und Blue Movie in Zusammenarbeit mit „Private“ für „Barcelona Heat“ und „London Love Affairs“
- Juryaward Gang Bang Queen: Samy Saint
- Juryaward Best Network of Paysites: PornDoe Premium
- Juryaward Best Porn Couple: Mick Blue & Anikka Albrite
- Juryaward Innovativstes Produkt: Erotische-Hypnose.com
- Juryaward Best Erotic Actress international: Anike Ekina
- Juryaward Best European Erotic Magazine: Penthouse
- Juryaward Best Pornstar: Lullu Gun
- Beste Serienmoderation: Paula Rowe („Rowe – Sextipps vom Profi“)
- Bestes Amateurgirl: NinaDevil
- Beste Milf: Julia Pink
- Best Fetisch Akteur: Cobie
- Bester Darsteller: Diether von Stein
- Bestes Webcamgirl: Meli Deluxe
- Beste Nachwuchsdarstellerin: Natalie Hot
- Fan-Award (per Telefon-Voting): Kitty Monroe
- Beste Darstellerin: Texas Patti